# Palicourea azurea
Palicourea azurea är en måreväxtart som beskrevs av Charlotte M. Taylor. Palicourea azurea ingår i släktet Palicourea och familjen måreväxter. IUCN kategoriserar arten globalt som sårbar. Inga underarter finns listade i Catalogue of Life.